# Stereum antarcticum
Stereum antarcticum är en svampart som först beskrevs av Speg., och fick sitt nu gällande namn av Rajchenb. 1988. Stereum antarcticum ingår i släktet Stereum och familjen Stereaceae.   Inga underarter finns listade i Catalogue of Life.